# Quadratobuliminella
Quadratobuliminella es un género de foraminífero bentónico de la familia Buliminellidae, de la superfamilia Buliminoidea, del suborden Buliminina y del orden Buliminida. Su especie tipo es Quadratobuliminella pyramidalis. Su rango cronoestratigráfico abarca el Daniense (Paleoceno inferior).

## Discusión
Clasificaciones previas incluían Quadratobuliminella en el suborden Rotaliina del orden Rotaliida.

## Clasificación
Quadratobuliminella incluye a las siguientes especies:
- Quadratobuliminella pseudopyramidalis †
- Quadratobuliminella pyramidalis †